# (6648) 1991 PM11
(6648) 1991 PM11 (1991 PM11, 1926 SB, 1978 LD, 1987 RR6, 1987 SA27) — астероїд головного поясу, відкритий 9 серпня 1991 року.
Тіссеранів параметр щодо Юпітера — 3,396.